# Волим (Коми)
Волим  — деревня в Сысольском районе Республики Коми в составе сельского поселения Куратово.

## География
Расположена на расстоянии 1 км от центра поселения села Куратово на юго-запад.

## История
Известна с 1586 года.

## Население
Постоянное население составляло 1 человек (русские 100 %) в 2002 году, 1 в 2010.